# Jacques Leduc
Jacques Leduc (Jette (Regió de Brussel·les-Capital), 1 de març, 1932 - Uccle (Regió de Brussel·les-Capital), 31 d'agost, 2016), fou un compositor belga.

## Biografia
Després d'estudis musicals complets al Conservatori Reial de Brussel·les (primers premis d'història de la música, harmonia, contrapunt, fuga i piano, així com un diploma superior de música de cambra), Jacques Leduc va estudiar composició sota la direcció de Jean Absil. Va guanyar un Gran Premi de Roma el 1961. Al llarg de la seva carrera, va guanyar diversos premis de composició:
- concurs anual de la Reial Acadèmia de Bèlgica;
- Preu Agniez;
- preu de la província de Brabant;
- Concurs internacional G.B Viotti a Vercelli (Itàlia);
- Premi Irène Fuerison;
- Preu Koopal;
- Premi SABAM al concurs internacional de composició per a quartet de corda a Lieja;
- Concurs internacional de composició de guitarra Castelnuovo-Tedesco a Ancona (Itàlia).

Jacques Leduc és l'autor de més de 80 obres musicals (simfonia, concert concertants, música de cambra i per a solistes) inclòs el Concert per a piano imposat a la Concurs musical internacional Reina Elisabeth de Bèlgica el 1972.
Jacques Leduc és autor de més de 80 obres musicals (simfòniques, concertants, de cambra i per a solistes) entre les quals el Concert per a piano imposat al Concurs Internacional de Musica Reina Elisabeth de Bèlgica l'any 1972.
A més de la seva activitat com a compositor, Jacques Leduc va ser director de l'Acadèmia de Música d'Uccle del 1962 al 1983, professor (successivament d'harmonia, contrapunt, després de fuga) al Conservatori Reial de Brussel·les del 1957 al 1997; rector de la Capella Musical Reina Elisabeth del 1976 al 2004; president de la Societat Belga d'Autors, Compositors i Editors de Música (SABAM) de 1992 a 2007; i president honorari de la Unió de Compositors Belgues.
Jacques Leduc va ser membre (elegit) de la Reial Acadèmia de Ciències, Lletres i Belles Arts de Bèlgica, de la qual va ser president el 1992. El rei Albert II de Bèlgica el va ennoblir l'any 2001 amb el títol de cavaller.
Jacques Leduc va morir el 31 d'agost de 2016 a Uccle; tenia 84 anys.

## Honors
- Orde de Leopold

## El compositor
Si l'estil de Jacques Leduc és realment del temps actual, descansa sobre una base eminentment clàssica i no és subordinat a l'avantguarda. La seva escriptura, d'un domini tècnic excepcional, es distingeix per una temàtica personal. La seva preocupació pels jocs formals i un llenguatge viu i colorit brilla en cadascuna de les seves obres. A més, l'obra de Leduc té un sentit de la forma inusual i una gran riquesa rítmica (amb un gust particular per les mesures asimètriques i els canvis de mesura). El seu llenguatge, que conserva una base tonal, està però impregnat de politonalitat.

## Obra
Per conèixer l'obra de Leduc, aneu al seu arxiu de la Viquipèdia francesa.

## Discografia
- Segell Cypres Records
- Jacques Leduc | Obres simfòniques, Orquestra Filharmònica de Lieja, Pierre Bartholomee. Xipre 1996 (CYP7601)
- Jacques Leduc | Obres completes per a piano, dos pianos i arpa diatònica, Francette Bartholomee, Olivier De Spiegeleir, Duo Dürruoglu-Demiriz/Martens. Xipre 2003 (CYP4618)